# Dub (zámek)
Zámek Dub je dominantou vesnice Dub okrese Prachatice v Jihočeském kraji. Stojí ve středu vesnice, jižně od nevelké návsi. Zámek je čtyřkřídlá jednopatrová novogotická budova s půdorysem protáhlého obdélníka. Uprostřed, na jih obráceného hlavního průčelí, stojí hodinová věž s vchodem pod sloupovou verandou. Stavba inspirovaná normanskou gotikou kombinuje cihelné tvarovky a terakotové články s hladce omítnutými plochami zdiva. Chráněn jako kulturní památka.

## Historie
První písemná zmínka o Dubu pochází z roku 1274 a nachází se v přídomku Jana z Dubu. K dalším majitelům patřili Dubští z Třebomyslic, Boubínští z Oujezda, Leskovcové z Leskovce nebo Říčanové. Za renesanční přestavby byl do značné míry zbořen západní, pozdně gotický palác, aby se tvrz rozšířila na jih a na západ a tím získala stavba relativně pravidelnou dispozici. Vznikl uzavřený čtyřkřídlý zámek s malým středním nádvořím, tj. stavba, která v této základní podobě přetrvala dodnes. Největší přestavbu doznal Dub za majitele Morice rytíře z Honigsteinu v letech 1854 až 1860, kdy na základě projektu Josefa Niklase získal Dub novogotickou podobu. V roce 1917 koupil zámek Josef Bromovský, jehož rodina ho vlastnila do roku 1948 a v roce 1992 ho restituovala. Od té doby je objekt v soukromém vlastnictví.
Majiteli zámku jsou Battagliové. Zámek je celoročně přístupný veřejnosti za přítomnosti majitelů.

## Zámek v kultuře
Na zámku se odehrává děj románu Tiché vody od Bohumila Havlasy.